# Unión Aduanera de la Unión Europea

Unión Aduanera de la Unión Europea.

La Unión Aduanera de la Unión Europea (EUCU, por sus siglas en inglés) es una unión aduanera entre todos los Estados miembros de la Unión Europea y cinco países no miembros. A diferencia de la zona de libre comercio tradicional, los miembros de esta unión aduanera imponen una tarifa única a las mercancías exteriores que entran a la Unión. Gracias a esta unión los Estados de la UE le ceden a las instituciones europeas la negociación y aprobación de los tratados/acuerdos comerciales internacionales con otros países y organizaciones. Esta unión aduanera permite también aplicar una única normativa de entrada, a personas y bienes/productos, aplicando por ejemplo, controles sanitarios a alimentos o animales que vengan del exterior.
Se trata de la unión aduanera más importante y grande del mundo en cuanto a volumen de personas, capitales, PIB y mercado se refiere.

## Estados no miembros de la Unión Europea
Los países que no son miembros de la Unión Europea, pero que forman parte de la Unión Aduanera son:
| Estado            | Acuerdo                                 | Fecha | Notas |
| ----------------- | --------------------------------------- | ----- | --- |
| Andorra           | Acuerdo entre la CEE y Andorra          | 1991  | Excluye a los productos agrícolas |
| Mónaco            | Tratado franco-monegasco                | 1958  | |
| San Marino        | Cooperación y Acuerdo de Unión Aduanera | 1991  | |
| Irlanda del Norte | Período de transición del Brexit        | 2020  | El Reino Unido permaneció en la EUCU hasta el 31 de diciembre de 2020, como período de transición en su abandono de la UE. Irlanda del Norte todavía queda parte de la EUCU como parte del Protocolo norirlandés |
| Turquía           | Unión aduanera UE-Turquía               | 1995  | Excluye a los productos agrícolas |